# Vuelo 3107 de TAROM
El vuelo 3107 de TAROM fue un vuelo chárter operado por un avión Boeing 737-300 el cual, el 30 de diciembre de 2007, durante el procedimiento de despegue, golpeó un automóvil de servicio que realizaba trabajos de reparación en el equipo de iluminación en la pista del Aeropuerto Internacional de Bucarest-Henri Coandă en Otopeni, Rumania.

## Accidente
El vuelo 3107 era un vuelo chárter desde el aeropuerto principal de Otopeni en Bucarest hasta el aeropuerto Internacional de Sharm el-Sheij, el principal aeropuerto de Sharm el-Sheij, un destino vacacional en Egipto. Poco antes de las 11 de la mañana un equipo de mantenimiento ingresó a la pista 08R de OTP para realizar trabajos de mantenimiento en las luces centrales de la pista. El equipo de mantenimiento estaba conformado por cuatro trabajadores y dos vehículos. Dos de los trabajadores estaban trabajando a unos 600 metros del umbral y los otros dos trabajadores estaban trabajando a unos 1500 metros del umbral. La visibilidad en ese momento era escasa debido a la espesa niebla.
A las 10:49 el equipo de mantenimiento se puso en contacto con la torre de control para obtener la aprobación para iniciar las operaciones de limpieza de las luces del centro. Poco menos de diez minutos después, la torre aprobó el inicio de los trabajos. En un momento, se pidió a los trabajadores que abandonaran la pista para permitir el despegue de un avión, pero poco después se les autorizó a volver a trabajar.
Luego, a las 11:25:13, el vuelo 3107 recibió autorización para ingresar a la pista 08R para despegar, y poco más de un minuto después recibieron autorización para despegar. Entre las 11:26:40 y las 11:26:50 la torre de control preguntó a los trabajadores de mantenimiento si la pista estaba libre pero no obtuvo respuesta. A las 11:27:04, acelerando para el despegue, el Boeing 737 impactó a 600 metros de la cabecera de la pista con el motor número 1 y con el tren de aterrizaje izquierdo, a una velocidad de unos 90 nudos.
La aeronave se salió por el lado izquierdo de la pista y se detuvo a 137 metros a la izquierda de la línea central y a 950 metros del umbral. Los pasajeros fueron evacuados a través de los toboganes de emergencia.
Nicolae Ghinescu, piloto al mando del vuelo 3107, quien tenía más de veintidós años de experiencia de vuelo, señaló a los periodistas que «durante el procedimiento de despegue, después de 400 o 500 metros, nos encontramos con un automóvil/obstáculo y no pudimos evitarlo». Agregó: «el auto no estaba señalizado ni tenía las balizas encendidas, y dos personas intentaron mover el auto para despejar la pista, pero ya era demasiado tarde».
El Boeing 737 utilizado para el vuelo 3107 fue dado de baja, ya que sufrió daños irreparables luego de la colisión con el automóvil de mantenimiento y se salió de la pista. El accidente fue la pérdida número 17 de un Boeing 737-300.